# Jeremy Akers
Pour les articles homonymes, voir Akers.
Jeremy Akers, né le 9 janvier 1974 à New York, est un joueur américain de football américain.

## Biographie

### Enfance
Akers étudie à la St. Albans High School de Washington où il joue dans la ligne offensive et défensive,. Lors d'une rencontre au niveau lycéen, il réalise vingt-deux tacles, trois sacks et recouvre un fumble. 

### Carrière

#### Université
Pendant quatre saisons, Akers joue dans la ligne offensive du Fighting Irish, aux postes d'offensive guard et de defensive tackle, et aide son équipe à ne concéder que 270 yards par match en moyenne lors de sa dernière universitaire, en 1996. Jeremy se marie avec la volleyeuse de Notre Dame Angie Akers. 

#### Professionnel
Jeremy Akers n'est sélectionné par aucune équipe lors de la draft 1997 de la NFL. L'attaquant dispute deux camps d'entraînement avec les Falcons d'Atlanta et réalise sa saison de rookie dans l'équipe réserve de la franchise géorgienne. Envoyé chez le Fire du Rhein en NFL Europe, Akers dispute la saison 1999 sous les ordres de Galen Hall avant de tenter sa chance chez les Cowboys de Dallas lors de la pré-saison 2000 mais il n'est pas conservé pour le championnat,. 
Dans les semaines qui suivent, il intègre les Broncos de Denver puis les Raiders d'Oakland sans jouer le moindre match en NFL. Akers est sélectionné au neuvième tour de la draft de la XFL par la Rage d'Orlando au soixante-huitième choix et apparaît lors de dix rencontres sur la saison 2001 de la XFL, retrouvant Galen Hall. Après la fermeture de la fédération, Akers s'engage avec les Rams de Saint-Louis en février 2002 mais ne reste que le temps de la pré saison.